# Long Lake, New York
Long Lake är en kommun i Hamilton County i delstaten New York, USA.